# بوب آيدول
بوب آيدول هي مسابقة موسيقية تلفزيونية بريطانية أنشأها سيمون فولر وتم بثها على قناة آي تي في من عام 2001 إلى عام 2003. وقد كان الهدف من العرض هو اختيار أفضل مغني شاب صاعد (أو "بوب آيدول") في المملكة المتحدة بناءً على تصويت المشاهدين والمشاركة. تم بث سلسلتين - واحدة في الفترة 2001-2002 والثانية في عام 2003. بعد ذلك تم وضع ترك البرنامج إلى أجل غير مسمى بعد أن أعلن حكم السلسلة سايمون كاول إطلاق نسخة جديدة تحت اسم ذا إكس فاكتور في المملكة المتحدة في أبريل 2004.

## روابط خارجية
- بوب آيدول على موقع IMDb (الإنجليزية)
- بوب آيدول على موقع كينوبويسك (الروسية)
- بوب آيدول على موقع قاعدة بيانات الفيلم (الإنجليزية)